# Джонсон, Эрик (музыкант)
Дэ́вид Э́рик Джо́нсон (англ. David Eric Johnson; 17 августа 1954, Остин, Техас, США) — американский гитарист-виртуоз. Наиболее известен как исполнитель инструментальной рок-музыки, но кроме этого играет на фортепиано и исполняет песни как вокалист.
Его инструментальная композиция «Cliffs of Dover» принесла ему премию Грэмми в номинации «Лучшее инструментальное рок-исполнение» в 1991 году.

## Биография
С детства учился играть на пианино, в 11 лет взял в руки гитару. Уже в 15 лет был участником группы «Mariani», играющий психоделический рок. В 1974 году присоединился к группе «Electromagnets», которая не смогла привлечь внимание звукозаписывающих компаний и распалась в 1977 году.
Позже вместе с ударником Биллом Мэдоксом (Bill Maddox) и басистом Кайлом Броком (Kyle Brock) образовали трио. В конце 1970-х годов записали свой первый альбом Seven Worlds, однако из-за различных споров официально он был выпущен только в 1998 году.
В начале 1980-х годов работал в качестве сессионного гитариста с такими музыкантами как Кристофер Кросс, Кэрол Кинг и Кэт Стивенс.
В 1986 году выпустил свой самый почитаемый слушателями дебютный альбом «Tones», девять треков которого привлекли к Джонсону внимание гитаристов всего мира.
В 1990 году выпустил альбом «Ah Via Musicom». Критики отметили превосходный мелодизм композиции «Trademark», а инструментал «Cliffs of Dover» получил Grammy.
Композиция «Rain» из альбома «Alien Love Child (Live & Beyond)», вышедшего в 2001 году была номинированна в 2002 на Grammy как «Лучшее инструментальное поп-исполнение».
В 2002 году ограничил возможность скачивания из Интернета своего альбома «Souvenir», но позже решил предложить фанам черновую копию альбома.
Журнал Guitar Player пять раз называл Джонсона лучшим гитаристом. The Austin Chronicle’s в 2000 году называет его лучшим гитаристом десятилетия. В апреле 2005 года на Austin Music Awards Джонсон получает премии «Музыкант года», «Лучший электрогитарист», и «Лучший акустический гитарист».
Летом 2005 года Джонсон выпустил диск «Bloom», очень высоко оценённый критиками. Чуть позже вышел его концертный альбом «Live From Austin TX».

## Дискография
- Seven Worlds (1978) (переиздание, 1998)
- Tones (1986)
- Ah Via Musicom (1990)
- Venus Isle (1996)
- Souvenir (2002)
- Bloom (2005)
- Live from Austin, TX (2005)
- Live From Austin TX '84 (2010)
- Up Close (2010)
- Eclectic (2014)
- EJ (2016)
- Collage (2017)

### Компиляции
- G3 Live in concert, совместно с Джо Сатриани и Стивом Ваем